# Ronda, Cebu
Ronda là một đô thị hạng 5 ở tỉnh Cebu, Philippines. Theo điều tra dân số năm 2007, đô thị này có dân số 17.214 người.

## Các đơn vị dân cư
Ronda được chia thành các đơn vị hành chính gồm 14 khu dân cư (khu phố) (barangay).
- Butong
- Can-abuhon
- Canduling
- Cansalonoy
- Cansayahon
- Ilaya
- Langin
- Libo-o
- Malalay
- Palanas
- Poblacion
- Santa Cruz
- Tupas
- Vive